# Tai chuột
Tai chuột, song ly nhọn, mộc tiền nhọn, dây hạt bí (danh pháp hai phần: Dischidia acuminata) còn gọi là dây hạt bí, mộc tiền nhọn, qua tử kim, là một loài thực vật thuộc họ La bố ma (Apocynaceae).

## Đặc điểm
Tai chuột là một loại cây leo nhỏ, phụ sinh, bám trên các cành cây to hoặc trên đá vôi. Lá mọc đối, trông giống như hai hạt bí hay hai tai chuột, màu lục nhạt, trông như hơi mốc, dài 1–2 cm, rộng 8–10 mm. Hoa nhỏ màu trắng, mọc ở nách lá. Quả gồm hai quả đại thẳng. Hạt có lông.

## Bài thuốc
Bộ phận làm thuốc là toàn cây tươi hay phơi khô. Thường dùng tươi hái về sao vàng sắc uống.
Viêm đường tiết niệu: tai chuột 30g, lá bạc thau 30g, râu ngô 30g. Nấu sắc uống.
Phù thũng: tai chuột 30g, bông mã đề 40g, lá xa kê 40g. Nấu sắc uống.
Giảm ho, long đờm: tai chuột 30g, lá táo chua 40g. Nấu uống.
Viêm tấy, áp xe, chín mé: dùng tai chuột giã đắp nơi đau.